# Брусно (остров)
Брусно — остров в Онежском озере, на западной стороне входа в бухту Вехручинская.

## Общие сведения
На острове произрастает густой хвойный лес.
На восточной оконечности острова Брусно установлен маяк
Академик Н. Я. Озерецковский, побывавший во время своего путешествия на острове, связывает его название с Брусенскими ломками — от слова «брус» — прямоугольные куски камня. Кроме того, возможно происхождения названия острова от вепсского «Abras» — 'Остров'.
На острове располагался монастырь, основанный в 1570-х гг. иеромонахом Вениамином. В конце XVII в. преобразован в женский, в 1737 г. игуменьей в нём была София, в 1764 г. упразднен, преобразован в приход (на острове жил причт церкви, других постоянных жителей не было). В 1630 г. была сооружена деревянная Никольская клетская церковь с колокольней, разрушена в середине ХХ в.
С XVI в. известны и Брусненские каменоломни песчаника, находившиеся в его северо-западной части. Камень с острова использовался в том числе при строительстве и реконструкции Исаакиевского собора в Санкт-Петербурге.
Брусненские горные разработки точильного камня действовали до конца 1920-х гг. В Великую Отечественную войну остров был захвачен финскими войсками, на острове располагался финский гарнизон, 8 человек солдат, 1 пушка, 2 станковых пулемета.
До революции летом на острове останавливались богомольцы, ехавшие в Соловецкий монастырь для службы молебна в древней церкви.
10 октября 1895 г. около острова случилась крупная катастрофа речных судов — около 8 несамоходных барж, ведомых буксирами «Дельфин» и «Николай» погибли от шторма, спаслось только 3 матроса.
В советское время имелась баз гослова рыбы.